# Strømafbrydelserne i Sydvesteuropa 2025
Strømafbrydelserne i Sydvesteuropa 2025 var en strømafbrydelse, der opstod 28. april 2025 kl. 12.33 i Spanien, Portugal, Andorra og et lille område i sydlige del af Frankrig.
Lige inden afbruddet var elsituationen nogenlunde almindelig, med 32 gigawatt elproduktion, heraf cirka halvdelen fra solceller. Det milde forårsvejr medvirkede til almindelig belastning af elnettet, ikke høj.
Nedbruddet startede for alvor med et udfald på fem sekunder, og al strøm forsvandt i nogle timer. Strømmen blev gradvist genoprettet, og 19 timer senere (næste morgen) var 99,95 % af strømforsyningen genetableret, men der var fortsat problemer hist og pist på tog, sporvogne, trafiklys og hospitaler. Telefonopkald og rejser blev også frabedt, medmindre de var nødvendige.
Nedbruddet fik det spanske indenrigsministerium til at erklære national undtagelsestilstand. Trafikken blev påvirket i både Spanien og Portugal, hvor trafiklys gik ud og transportmidler som tog, metro og flytrafikken blev lukket ned eller påvirket på anden vis. Ifølge den spanske premierminister Pedro Sanchez var det samme dag fortsat uafklaret, hvad årsagen var, men EU-præsident Antonio Costa udtalte, at der ikke var tegn på et cyberangreb. Nedbruddet kostede mindst syv spaniere livet af forskellige årsager. Hændelsen kan koste Spanien 1,6 mia. euro, svarende til 0,1 % af det spanske bruttonationalprodukt. Andre tal er dog højere idet Angel Talavera fra Oxford Economics vurderer, at beløbet kan ende på 4,5 mia. euro.
Det meteologiske insitut i Spanien afviste en teori om usædvanligt vejr over Den Iberiske Halvø som årsag til nedbruddet. Andre påstande var cyberangreb, som der dog heller ikke var tegn på.
I juni 2025 blev den foreløbige årsag fundet til at være en kompleks sammensætning af spændings-ustabilitet og en kædereaktion af frakoblede produktionsanlæg, samt manglede evne til at absorbere såkaldt reaktiv effekt. Den relativt høje andel af solceller var ikke i sig selv skyld i nedbruddet. De mere detaljerede årsager mangler dog fortsat.